# Tioxide Calais
TIOXIDE EUROPE SAS, dit Tioxide-Calais, devenu filiale du groupe américain  Huntsman Tioxide est l'un des principaux fabricants européens de dioxyde de titane (ex : 81 450 t/an en 2002 selon la DRIRE).

## Histoire
L'usine est maintenant « associée » (de même que le groupe Deltio) au groupe américain Huntsman Corporation (NYSE:HUN) via le département « Pigments division » de ce dernier. Le siège de cette division pigments est basé à Billingham, une ville du NE de l’Angleterre, ancienne ville minière où la chimie s’est développée lors de la Première Guerre mondiale pour répondre aux besoins militaires du Royaume-Uni et des alliés.
Huntsman Pigments avait aussi précédemment acquis l'usine Tioxide Canada de Sorel-Tracy (Tracy, Canada) qui produisait annuellement environ 50 000 t par an de pigments de dioxyde de titane. L'un des procédés utilisés par une partie de l'usine dite "section noire" (par procédé au sulfate à partir d'ilménite) était polluant et coûteux en termes de traitement des effluents et source de rejets très polluants dans le fleuve Saint-Laurent (ex : 570 kg/jour de vanadium et 248 tonnes d'acide sulfurique) ce qui conduit à la fermeture de cette section en 1993, avant sa fermeture totale de l'usine par le groupe en 2000. Le nombre de producteurs diminuant et la demande croissant, Huntsman bénéficie d'une hausse des prix (début 2011) du titane en Amérique, Afrique et Asie-Pacifique à environ 200 $ (USD) par tonne.
Sur le site de Calais :
- En 2009, dans le contexte de la crise de 2008 mais aussi d'un projet d'agrandissement du port de Calais dit Calais 2015, les salariés ont craint la fermeture
- En 2011, 30 millions d'euros d'investissements sont annoncés par Simon Turner (président de Huntsman Pigments) et Scott Anderson (vice-président) pour créer une unité de production d'engrais chimiques qui devrait être opérationnelle début 2013[2]. Elle doit permettre de recycler l'acide sulfurique issu du processus de fabrication des oxydes de titane, afin de le valoriser en sulfate de magnésium comme engrais[3]. 
Un soutien financier a été demandé pour cela par le groupe auprès de plusieurs collectivités (État[4], conseil régional, communauté d'agglomération, ville, CCI de la Côte d'Opale)[3],[2]. La vente de l’engrais devrait rentabiliser en 2 ans l’investissement de 30 millions, tout en réduisant la consommation énergétique et les émissions de gaz carbonique qui étaient induits par le précédent procédé de fabrication.
- Début 2015, à la suite de l'annonce de 169 licenciements, une grève est entamée par les salariés[5].

## Environnement
L'usine s'est installée en 1967 à l'est de Calais et de son port dans une zone qui était encore à l'époque constituée de dunes.
L'usine fabriquait son acide sulfurique avec du soufre en produisant d'importants dégagements de dioxyde de soufre), rejetant en mer les acides souillés par le traitement et des impuretés du minerai plus ou moins solubilisées.
Les rejets correspondaient à 9 000 m3/jour d'effluents, dont 350 tonnes d'acide sulfurique et 30 tonnes de sulfate de fer ainsi que d'autres métaux, dont certains très toxiques pour l'environnement marin. Elle a ensuite été autorisée à s'agrandir avec des autorisations de rejets supplémentaires, avant que, peu à peu, sous l'influence notamment du droit européen de l'environnement, les autorités françaises imposent une réduction des rejets polluants.
Sous l'influence de la réglementation et de progrès techniques, la pollution par tonne produite a diminué, mais la production a augmenté, et dans les années 2000, l'usine restait l'une des premières sources de polluants liquides en mer. L'augmentation du nombre de poissons (poissons plats notamment) présentant des cancers, tumeurs et nécroses a inquiété les pêcheurs qui ont décidé de porter plainte. Les analyses ont montré la présence de métaux tels que ceux rejetés par Tioxide.
Le site a été classé Établissement Seveso seuil bas. L'entreprise a agi pour diminuer sa pollution de l'air (727 k€ d'investissements en 2001 pour la prévention de la pollution atmosphérique). L'usine est néanmoins restée dans les 15 plus gros émetteurs régionaux en SO2 dans l'air jusqu'en 2002.
- À titre d'exemple, la DRIRE - pour les rejets dans l'eau - présentait l'usine de Tioxide Europe Sas comme l'un des « plus gros rejets industriels toxiques de la région en 2007 ». L'usine de Calais était[8] :
  - le 1er émetteur régional (dans les eaux) de fer (657 000 kg/an, ce qui est moins que les 895 000 kg rejetés en 2005, mais reste très loin devant le second émetteur Arcelor Atlantique et Lorraine à Dunkerque (6 349 kg/an en 2007) ;
  - le 1er émetteur d'aluminium (251 722 kg/an), loin devant Arcelor Atlantique (5 566 kg/jour) ;
  - le 1er émetteur de cuivre (200 kg/an) devant Stora Aenso Corbehem (178 kg/an) ;
  - le 1er rejet de chrome (14 000 kg/an, contre 20 000 kg en 2005[9]), loin devant le second émetteur, Arcelor Atlantique et Lorraine (158 kg/an) ;
  - le 1er rejet de manganèse (35 000 kg/an), loin devant le second émetteur, Arcelor Atlantique et Lorraine Dunkerque 1 949 kg/an) ;
  - le 2d rejet d'étain (119 kg/an), juste derrière Ball Packaging Europe à Bierne (129 kg/an).

À ces rejets s'ajoutent ceux d'autres émetteurs qui sont parmi les plus importants de la même région, et également sis à Calais (Calaire chimie, Interor ou Synthéxim).
- Comme au Canada, l'usine a une partie noire (plus polluante) et une partie blanche[11].
- L'usine a été autorisée[12] par le Préfet à rejeter en mer une partie de ses effluents industriels dits effluents no 2 ; qui  « correspondent aux eaux de procédé épurées en sortie de l'Unité de Traitement& Effluents (UTE), qu'il n'est plus possible de reconcentrer et dont l'acide contenu ne peut plus être recyclé par I'UTE.
Ces effluents sont rejetés en mer (devant le port de Calais) par le point de "rejet no 2 » via un émissaire enterré et immergé long de 730 mètres (à partir du batardeau ; Coordonnées: X=567186 - Y=364840), à une profondeur d'au moins « -6 mètres hydrographique »[12] (canalisation qui devra être reconstruite dans le contexte de l'extension du port de Calais. 
L'arrêté d'autorisation précise les conditions de l'autorisation, et notamment que ces effluents ne doivent pas contenir :
  - de « déchets solides, c'est-à-dire les résidus de minerais insolubles non dissous par l'acide sulfurique au cours du processus de fabrication « copperas » ou sulfate de fer cristallisé) »[12];
  - de « déchets (fortement acides D, c'est-à-dire les eaux-mères usées résultant de la phase de filtration après hydrolyse de la solution de sulfate de titanyle »[12];
  - de « déchets de traitement, c'est-à-dire les sels de filtration, boues et déchets provenant du traitement de déchets « fortement acides » et contenant différents métaux lourds »[12].

Concernant la température, le pH, la turbidité et la couleur des effluents rejetés, le préfet a imposé à l'exploitant de faire faire avant le 1er juin 2003 une étude technico-économique sur la neutralisation de ses « effluents no 2 » avant rejet en mer, pour étudier les moyens de garantir un pH des effluents compris entre 5,5 et 8,5 avant rejet en mer, en comparant les avantages et inconvénients des solutions envisageables.
À 50 mètres du rejet, la température ne doit pas dépasser la normale de plus de 1 °C, et une mesure annuelle de la turbidité doit être faite « dans le panache au droit du point de rejet et dans un rayon de 200 mètres avec une mesure tous les 50 mètres afin d'évaluer la dispersion du rejet ».
Jusqu'au 1er janvier 2006, le rejet devait ne pas dépasser 237 tonnes par jour de sulfates totaux, et ne jamais dépasser 22 000 mg/l (en concentration maximale instantanée). Et pour le flux spécifique mensuel moyen : l'industriel ne doit pas dépasser 790 kg de TiO2, 10 kg d'aluminium, et 0,000 4 kg d'arsenic. Le rejet d'aluminium ne doit pas dépasser 3 tonnes par jour, celui de titane ne doit pas dépasser 3 t/j, celui de chrome total ne doit pas dépasser 120 kg/j et celui de magnésium 6 t/j (d'autres produits sont limités en termes de rejet).
Le rejet n'est autorisé que durant 5 h 30 au plus au moment de la pleine mer (dans un intervalle de 3 heures avant et 3 heures après) pour faciliter la dilution du panache. Un dispositif d'autosurveillance, avec mesures en continu ou périodiques et avec calage des mesures par un laboratoire indépendant est imposé par le préfet, avec un récapitulatif mensuel à adresser à l'administration (dont police des eaux).
- Dans une approche dite d'écologie industrielle (le déchet d'une unité devient la ressource d'une autre) le cadre du PREDIS, l’entreprise a été encouragée par l'administration et la Région à valoriser deux sous-produits de fabrication antérieurement traités comme des déchets ; La "Tionite" et le "Tiofer"[13].